# Opal
Opal – mineraloid zaliczany do krzemianów. Nazwa pochodzi od sanskryckiego upala = drogi kamień, kamień szlachetny; bądź od gr. opallios (łac. opalus) = widzieć zmianę (barwy). Opal jest oficjalnym kamieniem szlachetnym Australii.

## Właściwości
Opal jest najbardziej znanym naturalnym kryształem fotonicznym. Niektóre odmiany wykazują charakterystyczne zjawiska optyczne: opalizację, opalescencję, efekt kociego oka, asteryzm.
Ze względu na obecność lub brak efektów optycznych opale dzielimy na: opale szlachetne i opale zwyczajne.
Posiada wielość barw i odmian, z których w jubilerstwie największym powodzeniem cieszy się opal szlachetny.

## Występowanie
Występuje w skupieniach groniastych, kulistych, nerkowatych, tworzy naskorupienia, żyłki, inkrustacje, konkrecje i szkielety przestrzenne (opoki), tworzy pseudomorfozy. Nie wykształca kryształów, jest zestaloną koloidalną krzemionką z zawartością wody wahającą się w granicach 3 – 10% (niekiedy zawartość dochodzi do 20% – hydroopal). Często występują wrostki różnych minerałów (np. opal mszysty) oraz inkluzje gazowe i ciekłe.
Opale powstają w wyniku działalności wody w skorupie ziemskiej. Jest to produkt procesów hydrotermalnych niskich temperatur, metasomatycznych i wietrzeniowych. Spotykany jest w skałach magmowych oraz w skałach osadowych, w osadach gejzerów i gorących źródeł (gejzeryt). Jest składnikiem wielu skał osadowych. Często pojawia się w formie pseudomorfoz po innych minerałach, szczątkach zwierząt i roślin (np. skrzemieniałe drewno).
Miejsca występowania: Głównym producentem szlachetnych opali mlecznych i czarnych jest obecnie Australia, gdzie pokaźne złoża występują w stanach Queensland, Nowa Południowa Walia (głównie okręg Lightning i złoże White Cliffs) oraz Australia Południowa (w dwóch okręgach: Coober Pedy i Andamooka pozyskuje się ponad 90% światowej produkcji opali mlecznych). Drugim światowym producentem szlachetnych opali mlecznych i czarnych jest Brazylia (okręg Piaui). Natomiast Meksyk jest światowym liderem w wydobyciu opali ognistych (stany Hidalgo, Querétaro, Guerrero i Chihuahua). W pozostałych krajach (USA, Honduras, Kazachstan, Rosja, RPA, Słowacja, Rumunia) opale szlachetne są rzadkie lub silnie spękane.
W Polsce – występują tylko nieszlachetne opale, głównie na Dolnym Śląsku (Nasławice, Jordanów k. Sobótki, Szklary), w Karpatach fliszowych oraz w okolicach Zawichostu i Chełma. Hialit pojawia się w szczelinach serpentynitów w Bystrzycy Górnej koło Świdnicy, towarzyszy nefrytowi w Jordanowie i bazaltom koło Jawora.

## Zastosowanie
- poszukiwany przez kolekcjonerów
- używany do wyrobu drogocennej biżuterii
- opal szlachetny należy do najcenniejszych, najdroższych kamieni szlachetnych.

Wartość kamieni zależy od ich wielkości, atrakcyjności zabarwienia lub wzoru barwnego, oraz tzw. gry barw (opalescencji).
Efekt, który powoduje opalizację, polega na zjawisku załamania, rozszczepienia i odbicia światła na małych kulkach krzemionki znajdujących się wewnątrz mineraloidu. Warunkiem koniecznym do wywołania takiego efektu jest obecność „uporządkowanych” struktur trójwymiarowych (rodziny równoległych płaszczyzn), zaś intensywną grę barw warunkuje najgęstsze ułożenie elementów tworzących owe płaszczyzny odbłysku.
- Za najcenniejsze i najbardziej poszukiwane uznaje się powszechnie opale czarne, ponieważ ciemne tło najlepiej uwidocznia barwne refleksy świetlne.

Wadą opali jest ich duża wrażliwość na zmiany temperatury oraz postępujący stale proces dehydratacji, który może spowodować pękanie kamieni.

## Historia wydobycia opali
Opale szlachetne odkryto późno, w starożytnej Grecji czasów Arystotelesa nie były jeszcze znane. Wzmianki o jubilerskich opalach pojawiły się pod koniec istnienia starożytnej Grecji, kamień ten był dobrze znany Rzymianom, którzy importowali go z Indii i być może z rejonu Dacji – dzisiejszej Rumunii. Co najmniej od XI wieku działały kopalnie wyjątkowej klasy opali szlachetnych na terenie ówczesnych Węgier, a dzisiejszej Słowacji. Kopalnie te istniały do 1920 r., a wiele opali węgierskich zostało włączonych w skład klejnotów cesarskich Habsburgów w Wiedniu. Po wyczerpaniu się złóż indyjskich i węgierskich, odkryto nowe wielkie złoża w Meksyku (1857) i Australii (1849, w stanie Queensland), ale eksploatację złóż w obu krajach rozpoczęto dopiero pod koniec lat 70. XIX wieku.
W 1994 r. w północnej Etiopii odkryto złoża różnorodnie ubarwionych, ale niskiej jakości opali. Natomiast w 2008 r. zaprezentowano etiopskie opale z prowincji Wollo, które nadawały się do celów jubilerskich.

## Typy opali

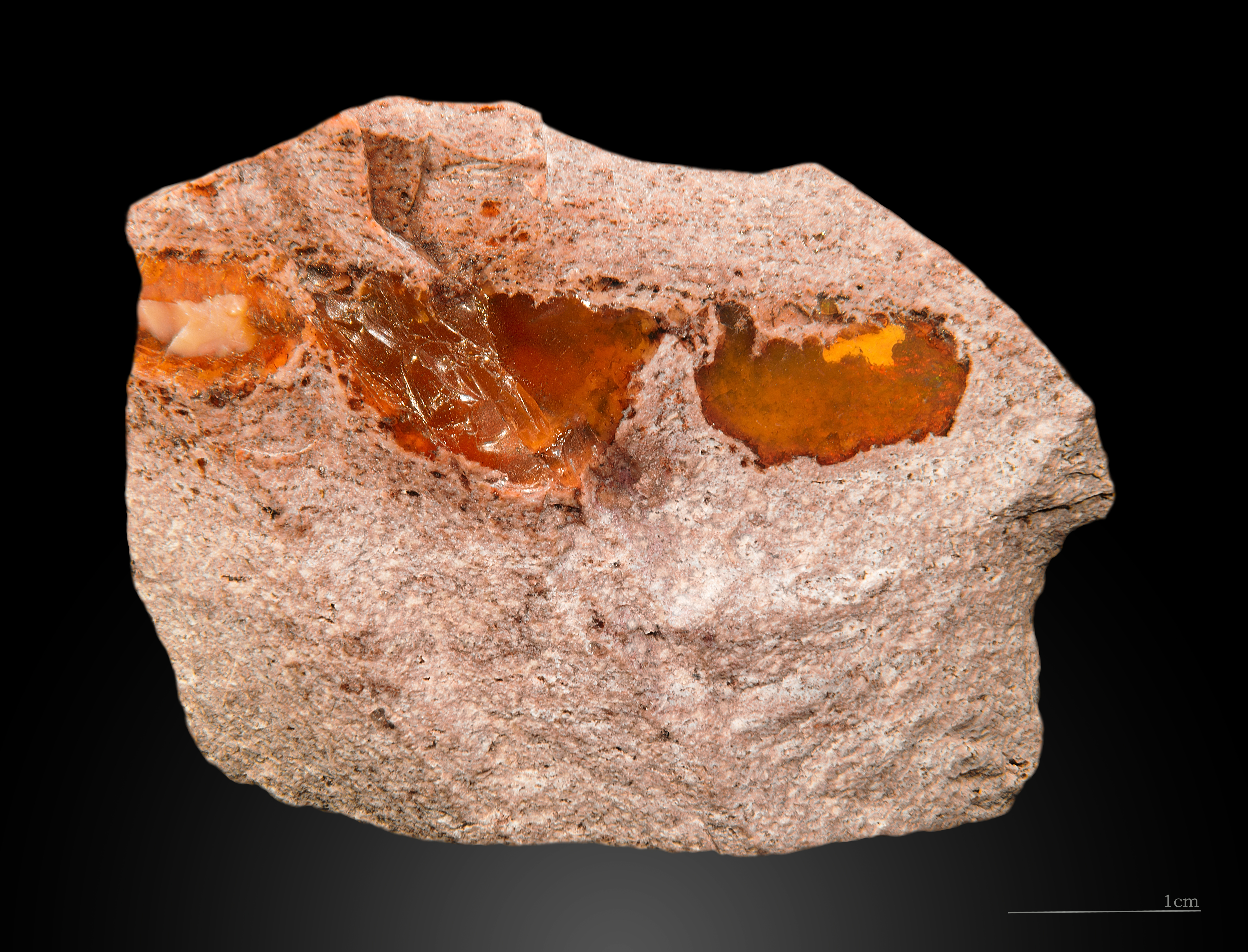
Opal ognisty

Ze względu na dominującą barwę efektu opalizacji wyróżnia się następujące typy opali:
1. Mleczny (lechosos) – nazwa odnosi się wyłącznie do opali o dominującej białej do lekko szarej grze barw;
2. Niebieski (blue) – obejmuje wszystkie opale szlachetne o dominującej barwie efektu niebieskiej lub fioletowej; używany zwykle w połączeniu z nazwą typu rysunku wzoru, np. niebieski opal arlekinowy, niebieski opal iskrowy lub niebieski opal płomieniowy itp.;
3. Ognisty (fiery) – nazwa odnosi się do opali wykazujących czerwoną grę barw: używana z nazwą dowolnego rysunku wzoru;
4. Pawiowy (peacock) – nazwa obejmuje opale szlachetne wykazujące efekt opalizacji będący kombinacją niebieskiej, zielonej i purpurowej gry barw (upierzenie pawia); używana w połączeniu z nazwą dowolnego typu rysunku wzoru, np. pawiowy opal arlekinowy, pawiowy opal iskrowy itp.;
5. Zielony (green) – nazwa ta określa wszystkie opale szlachetne o dominującej zielonej barwie efektu opalizacji, np. zielony opal arlekinowy, zielony opal wędrujący błysk itp.;
6. Złoty (golden) – termin ten odnosi się do opali o dominującej barwie efektu opalizacji żółtej do pomarańczowej lub opali o żółtej barwie własnej; używany zwykle w połączeniu z nazwą typu rysunku wzoru.
7. Różowy (pink) – nazwa ta odnosi się do opali o dominującej barwie efektu różowego. Jeden z najdroższych i najbardziej poszukiwanych opali.

## Odmiany
- girasol – niemal przezroczysty, charakterystyczne zjawiska świetlne, podobne do występujących w kamieniu księżycowym
- hialit – bezbarwny, przezroczysty
- hydrofan – nieprzezroczysty, lekko zabarwiony, białawy; umieszczony w wodzie staje się przezroczysty i wykazuje piękną grę barw
- kacholong (opal porcelanowy) – przeświecający, o barwie białej lub niebieskobiałej; porowaty, w jubilerstwie stosowany rzadko
- lechosos (opal lay-cho-sos) – mleczny, wykazujący atrakcyjną grę barw w tonacji zielonej; charakterystyczny dla złóż meksykańskich
- matriks – szlachetna odmiana opalu o zabarwieniu czarnym, tworząca drobne wypryśnięcia w piaskowcach opalowych
- menilit (opal bulasty) – nieprzezroczysty, o barwie szarej do brunatnej. Tworzy skupienia o strukturze konkrecji. Stosowany do wyrobu taniej biżuterii. Wchodzi w skład łupków, zwanych menilitowymi, w osadach fliszu w Karpatach.
- tabasher – opalizująca krzemionka wypełniająca kolanka bambusa. W jubilerstwie stosowany bardzo rzadko
- opal arlekinowy – piki i plamki barwne tworzą układ mozaikowy o charakterystycznej formie wielokątów
- opal biały – biały, wykazuje charakterystyczną grę barw
- opal błyskowy – szlachetna odmiana opalu; barwne błyski pojawiają się i znikają w różnych miejscach przy najmniejszym ruchu kamienia
- opal contra-luz – bardzo rzadka odmiana pozyskiwana w Meksyku
- opal czarny – szlachetna odmiana o barwie podstawowej czarnej, z efektownym zjawiskiem ognia na ciemnym tle. Barwą podstawową może być również barwa niebieska, brunatna lub ciemnozielona
- opal ironstone – brunatna i twarda odmiana piaskowca o spoiwie opalowym
- opal jaspisowy – nieprzezroczysty, czerwonobrunatny, podobny do jaspisu
- opal kryształowy (opal wodny) – przezroczysty do przeświecającego, z wyraźnym efektem ognia; barwa obserwowana w świetle odbitym
- opal mleczny – przeświecający, o barwie mlecznobiałej, niekiedy żółtawej lub zielonawej
- opal mszysty – nieprzezroczysty, zawierający dendrytyczne inkluzje, o barwie białej lub brunatnobiałej
- opal niebieski – szlachetna odmiana o barwie podstawowej niebieskiej
- opal ognisty – przezroczysty lub przeświecający o barwie podstawowej czerwonej lub pomarańczowej
- opal onyksowy – zbudowany z kolejno po sobie następujących warstw opalu szlachetnego i pospolitego
- opal pawi – charakteryzuje się wielką różnorodnością barw w jednym okazie
- opal płomienny – charakterystyczne migotanie czerwonych smug świetlnych, przesuwających się przez kamień
- opal pospolity – nieprzezroczysty, szklisty, charakteryzujący się dużą zmiennością zabarwienia, wykazujący zjawisko fluorescencji. W jubilerstwie stosowany rzadko
- opal prazowy – przeświecający lub nieprzezroczysty, pospolity opal zielony, podobny do prazu
- opal szary (opal półczarny) – odmiana o barwie podstawowej jasno- lub ciemnoszarej, wykazująca charakterystyczną grę barw
- opal szlachetny – białawy, z grą barw (opalizujący)
- opal wątrobowy – pospolity o brunatnym zabarwieniu
- opal wodny – przezroczysty, bezbarwny z efektownym zjawiskiem ognia
- opal złoty – szlachetny o barwie podstawowej złocistożółtej; charakterystyczny dla złóż australijskich
- opal zwyczajny – żółty, czerwony, zielony i nieprzezroczysty
- opal żywiczny – żółtawobrunatny opal pospolity o żywicznym połysku

## Najsłynniejsze opale szlachetne
- Olympic Australis (Olimpiada Australii) – największy okaz nieoszlifowany; 20 000 karatów, Australia (Coober Pedy)
- Noolinga Nera – 13 375 karatów; Australia (Andamooka), nieoszlifowany
- Andamooka – 933 karatów w stanie surowym, 250 karatów po oszlifowaniu; Australia; obecnie w naszyjniku królowej brytyjskiej
- Burning of Troi – około 900 karatów w stanie surowym, 250 karatów po oszlifowaniu, Słowacja, znaleziony w XVIII wieku. Prezent cesarza Napoleona dla Józefiny, obecnie w muzeum w Wiedniu.
- Roebling Opal – opal czarny, 2690 karatów w stanie surowym, 1776 karatów po oszlifowaniu, największy opal z USA (stan Nevada)
- Noolinga Nera – owalny, szlifowany opal o masie 205 ct
- Światło Świata – częściowo szlifowany o masie 252 ct
- Pandora – opal szlachetny, o pięknym ogniu i masie 711 ct
- Red Admiral (Czerwony Admirał, zwany też Motylem) – 50 karatów w stanie surowym, oszlifowany, słynny ze względu na wspaniałą grę barw. Australia (Lightning)

## Opale sztuczne i imitacje
Pierwsze udane opale sztuczne (syntetyczne) wyprodukowano z kwasu krzemowego w Szwajcarii w latach 1974 (opale czarne i mleczne) oraz 1982 (opale ogniste i miodowe). Produkcja odbywa się w wysokiej temperaturze (500–800 st. C) i ciśnieniu. Oprócz tego produkuje się imitacje opali na bazie agatów, szkła lub plastiku. Powszechnie robi się także imitacje opali szlachetnych z pospolitych opali, gotując je w wodzie z cukrem lub miodem albo impregnując wodą, woskiem lub olejem.

## Galeria

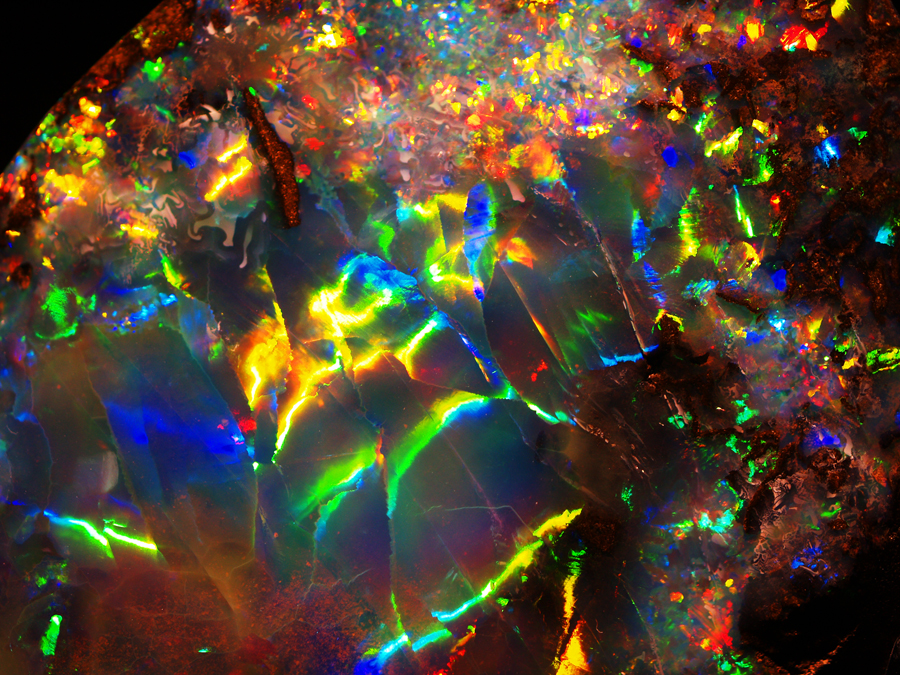
Barwy opalu w opalu głazowym "Galaxy" z Opalville w Australii.
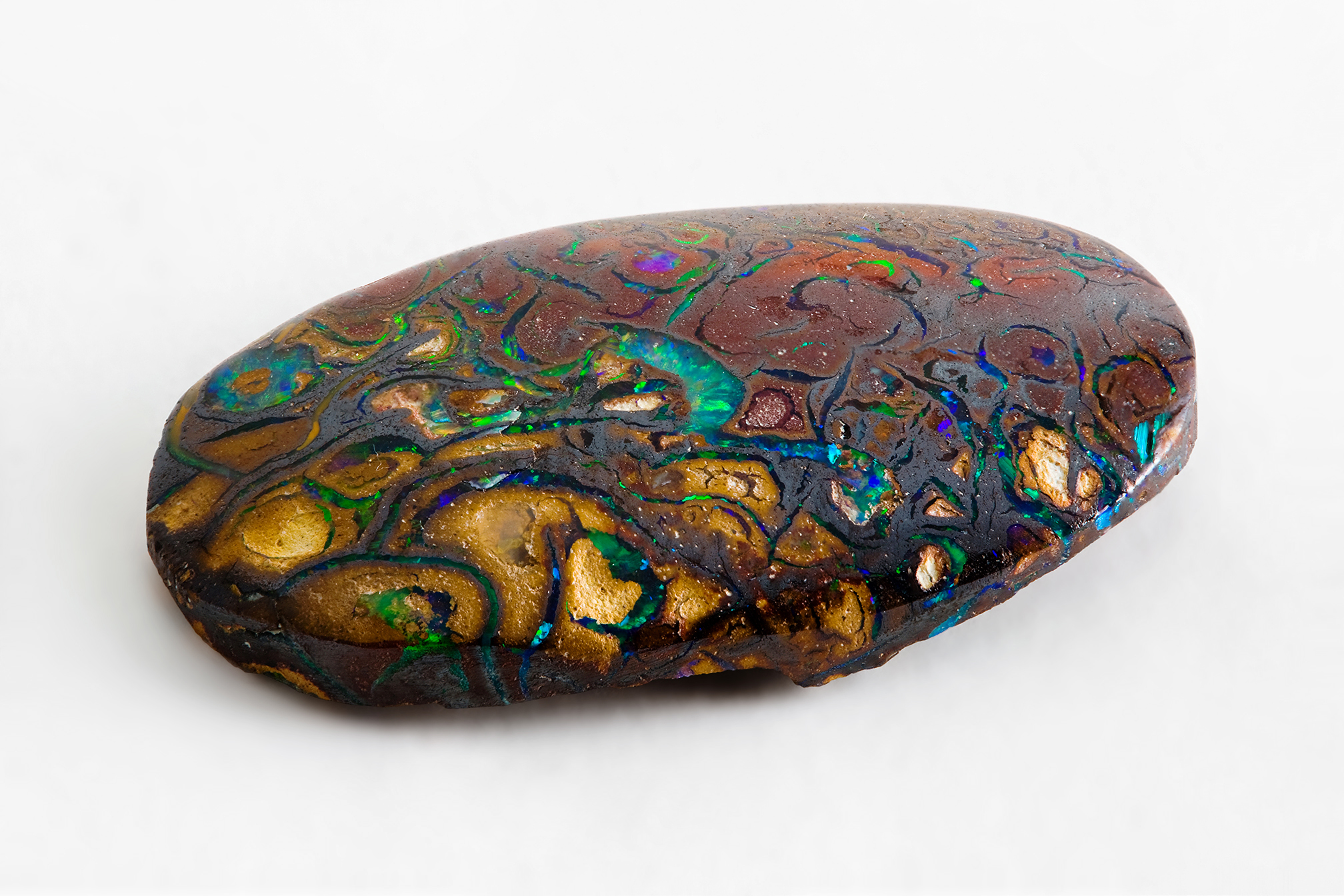
Opal matrycowy z Yowah w Australii.
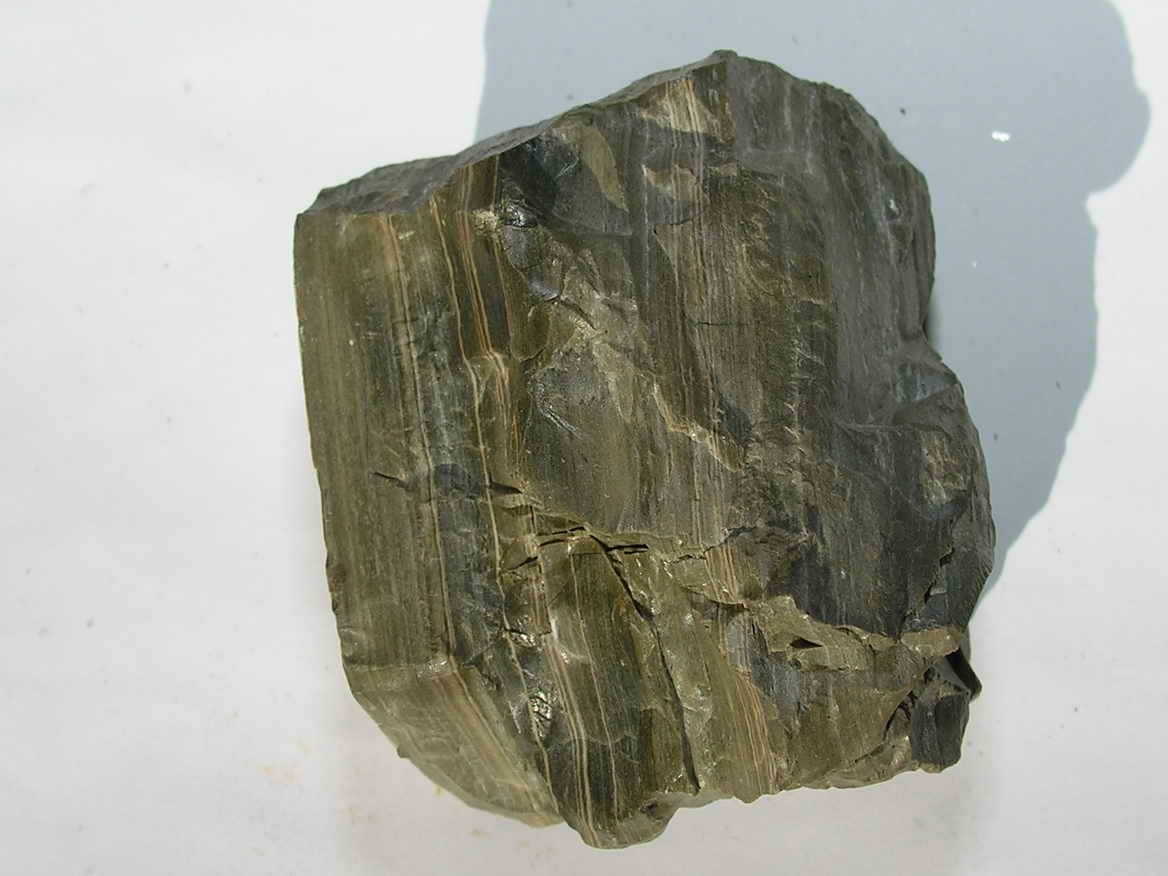
opal zwyczajny
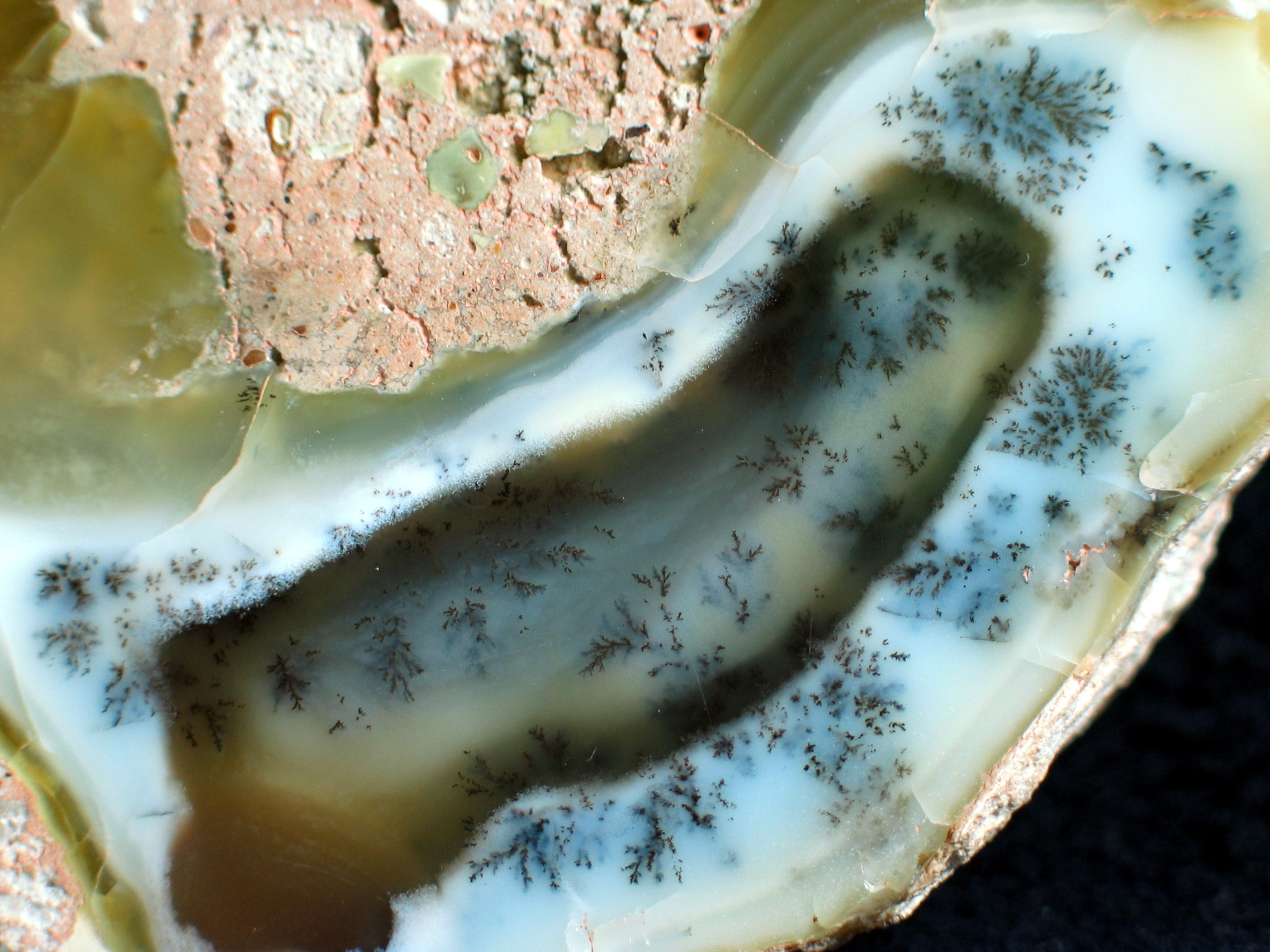
Opal mszysty
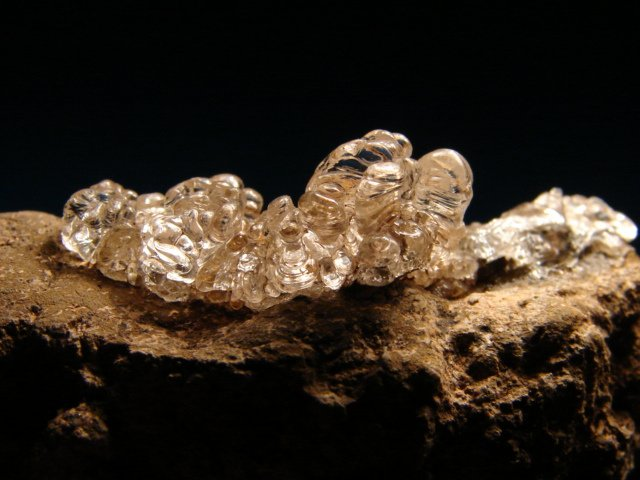
Hialit – opal szklany
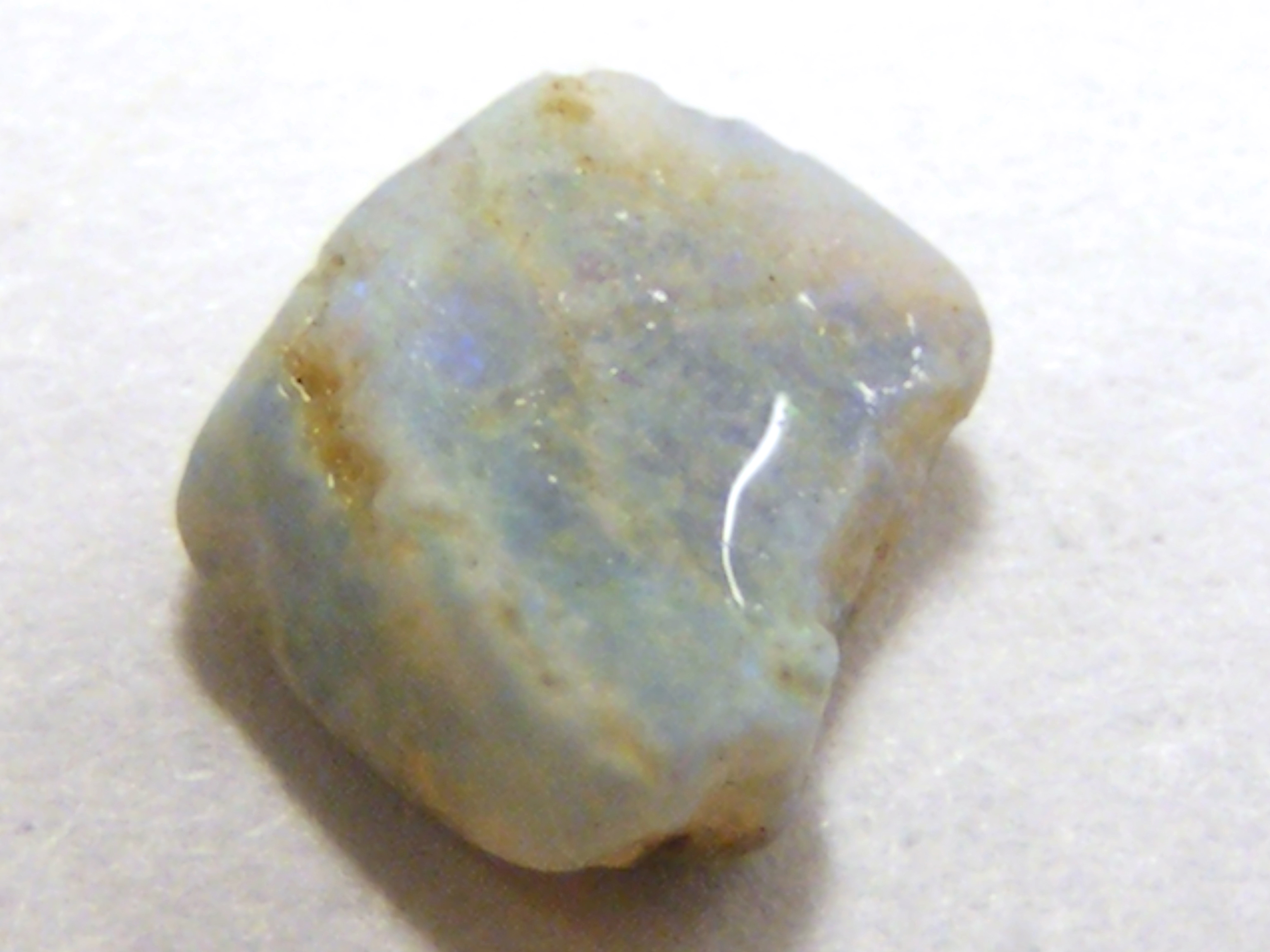
Opal mleczny
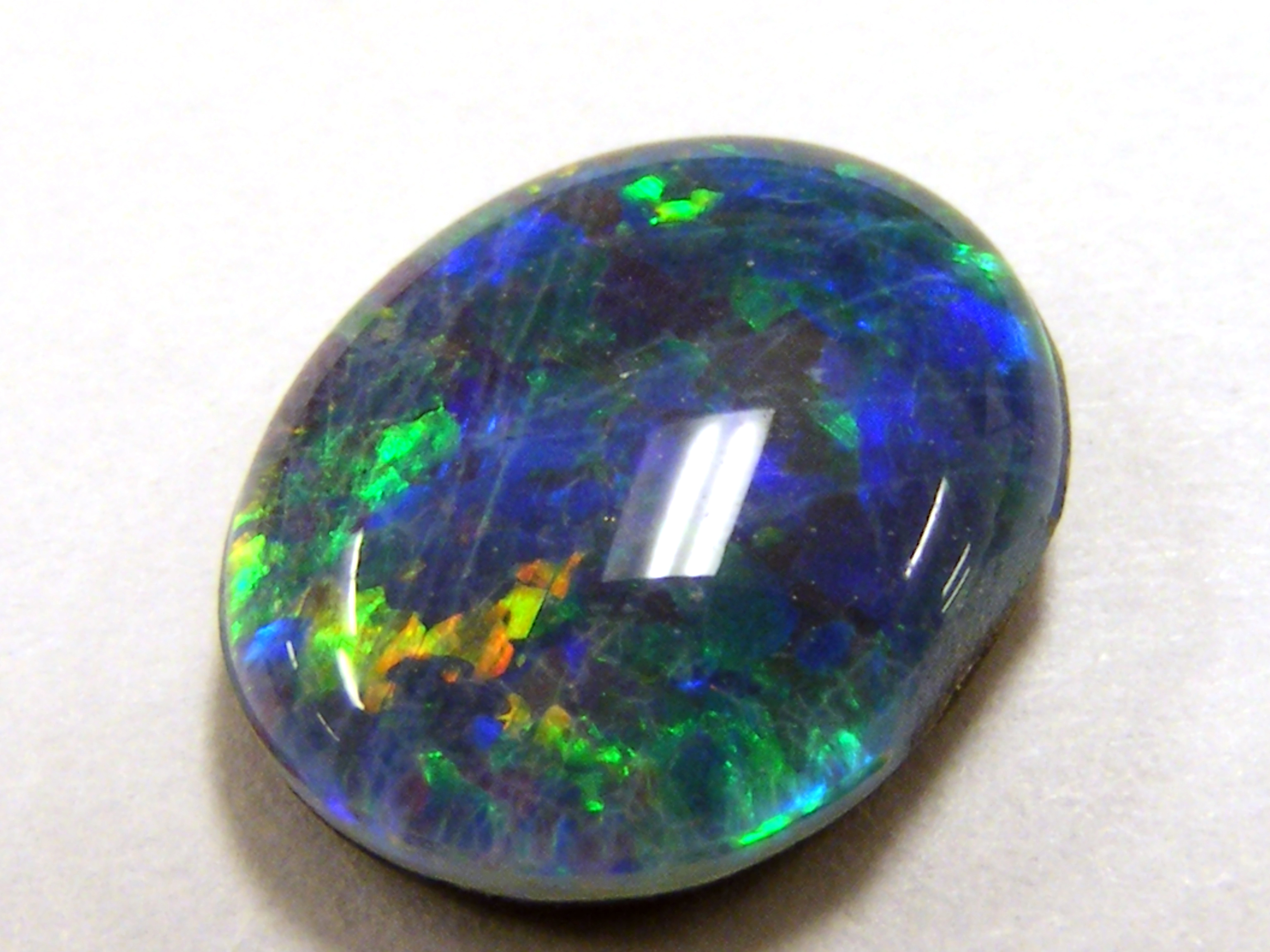
Oszlifowany opal z Andamooki
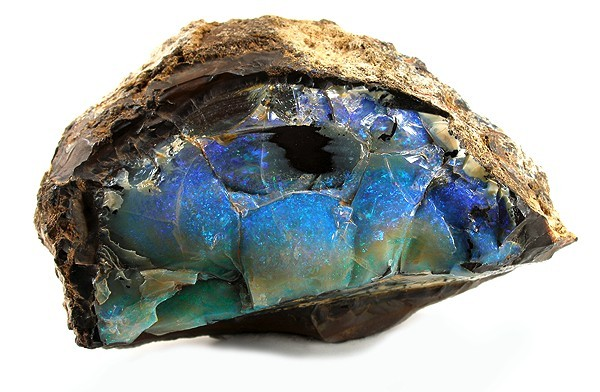
Opal szlachetny, Australia
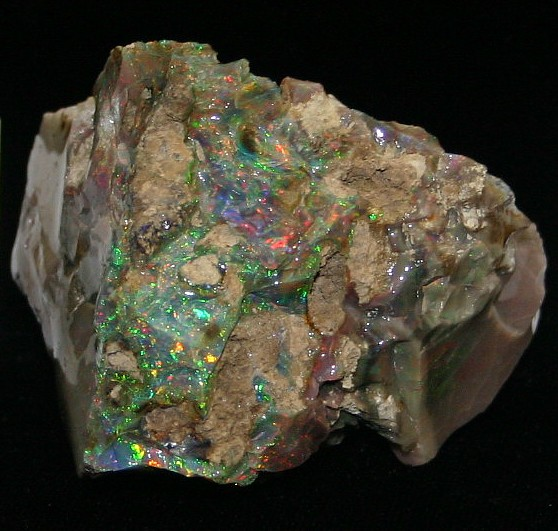
Opal, Nevada
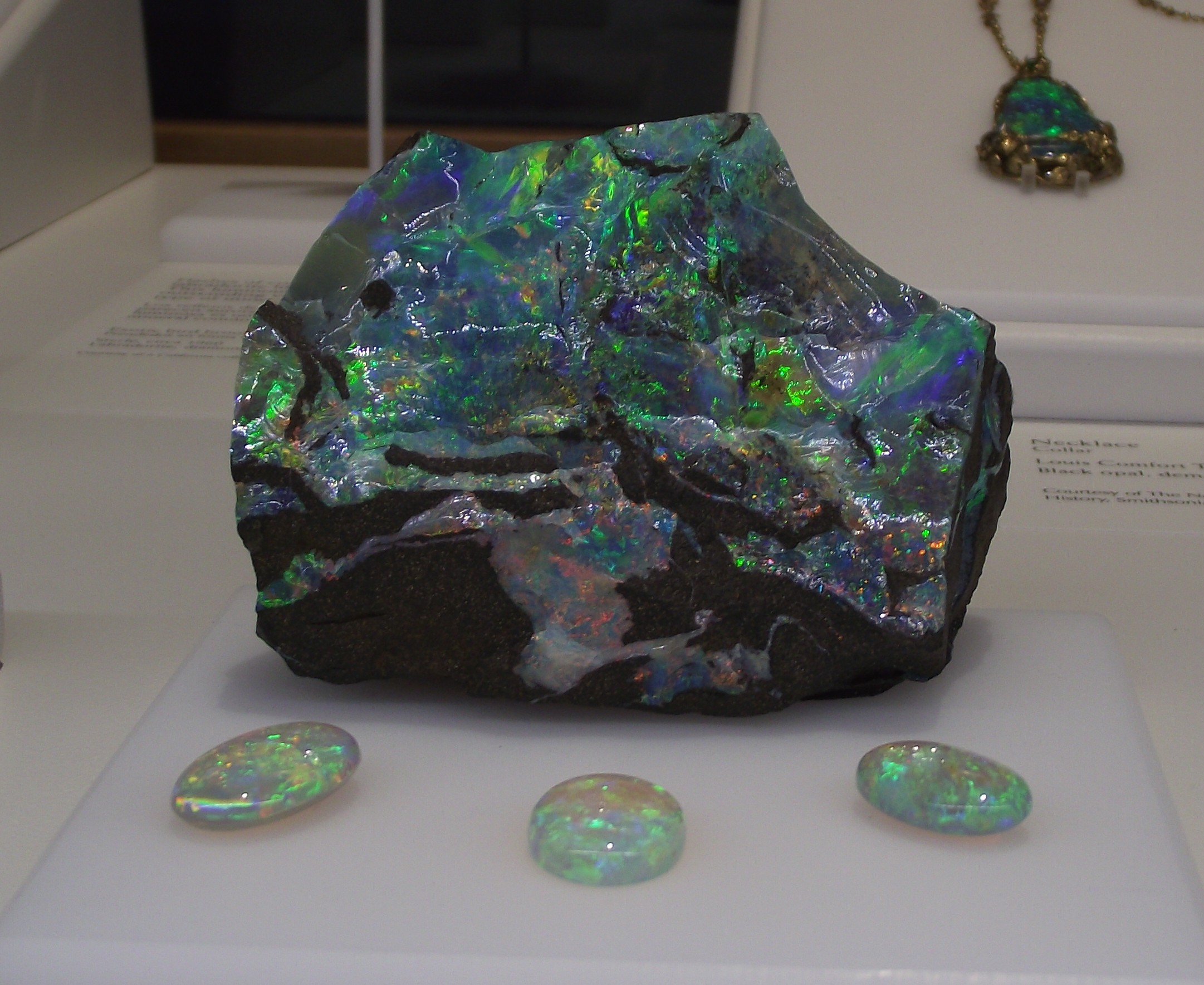
Painted lady w Muzeum Historii Naturalnej w San Diego